# Курочка Кельха
«Курочка Кельха» — пасхальное яйцо, ювелирное изделие фирмы Карла Фаберже, изготовленное в 1898 году по заказу российского промышленника Александра Фердинандовича Кельха. Яйцо предназначалось как пасхальный подарок для его жены Варвары Петровны Кельх. Было первым в серии из семи пасхальных яиц, которые изготавливались фирмой Фаберже для семьи Кельх ежегодно с 1898 по 1905 год. Повторяет иконографию первого императорского «Куриного» яйца. С 2004-го яйцо находится в частной коллекции Виктора Вексельберга и экспонируется в музее Фаберже в Шуваловском дворце Санкт-Петербурга.

## Дизайн
Яйцо покрыто прозрачной клубнично-красной эмалью по гильошированному фону. На одном конце закреплён большой плоский бриллиант, под которым потом была размещена миниатюра императора Николая II. Створки яйца открываются кнопкой, выполненной из плоского бриллианта, под которой есть дата — «1898».
Сохранилась оригинальная шкатулка от яйца. Внутри шкатулки на подкладке крышки стоит золотой штамп фирмы Фаберже — двуглавый орел с надписью на русском языке — «К. Фаберже / Санкт-Петербург / Москва».

## Сюрприз
Внутри яйца находится «желток», покрытый матовой эмалью, срез белка покрыт белой эмалью; в «желтке» на замшевой подкладке сидит золотая курочка, покрытая прозрачными эмалями оранжевого, желтого, красного и коричневого оттенков, перья крыльев частично окрашенные белой эмалью, глаза выполнены из алмазов.
Курочка открывается с помощью шарнира в хвосте. Внутри хранятся миниатюрный мольберт и рама. Наверху мольберт увенчанный алмазом в форме сердца с рубином, изображающий пламя. В раме, окантованной алмазами, под стеклом из горного хрусталя находится миниатюрный портрет царевича Алексея Николаевича. Портрет установили позже, царевич родился только 6 лет спустя даты изготовления яйца. Изначально внутри находился портрет самой заказчицы.

## История
«Курочка Кельха» была изготовлена ювелиром Михаилом Перхиным. «Курочка Кельха» напоминает императорскую «Курочку», первое яйцо Фаберже, но оформленное уже гораздо более роскошно, и превышает императорскую «Курочку» по размерам. Таким же подражанием царской семье выглядит и сам факт подношения жене драгоценного яйца на Пасху.
Яйцо «Курочка Кельха» было впервые идентифицировано как часть коллекции Варвары Петровны в начале 1920-х годов, когда его приобретёл Леон Гринберг, представитель фирмы «A La Vieille Russie», у ювелира Моргана в Париже вместе с пятью другими пасхальными яйцами того же происхождения. Эта информация вместе с фотографиями, документирующими произведение Фаберже, была опубликована в 1979 году.